# Mrs. Ples

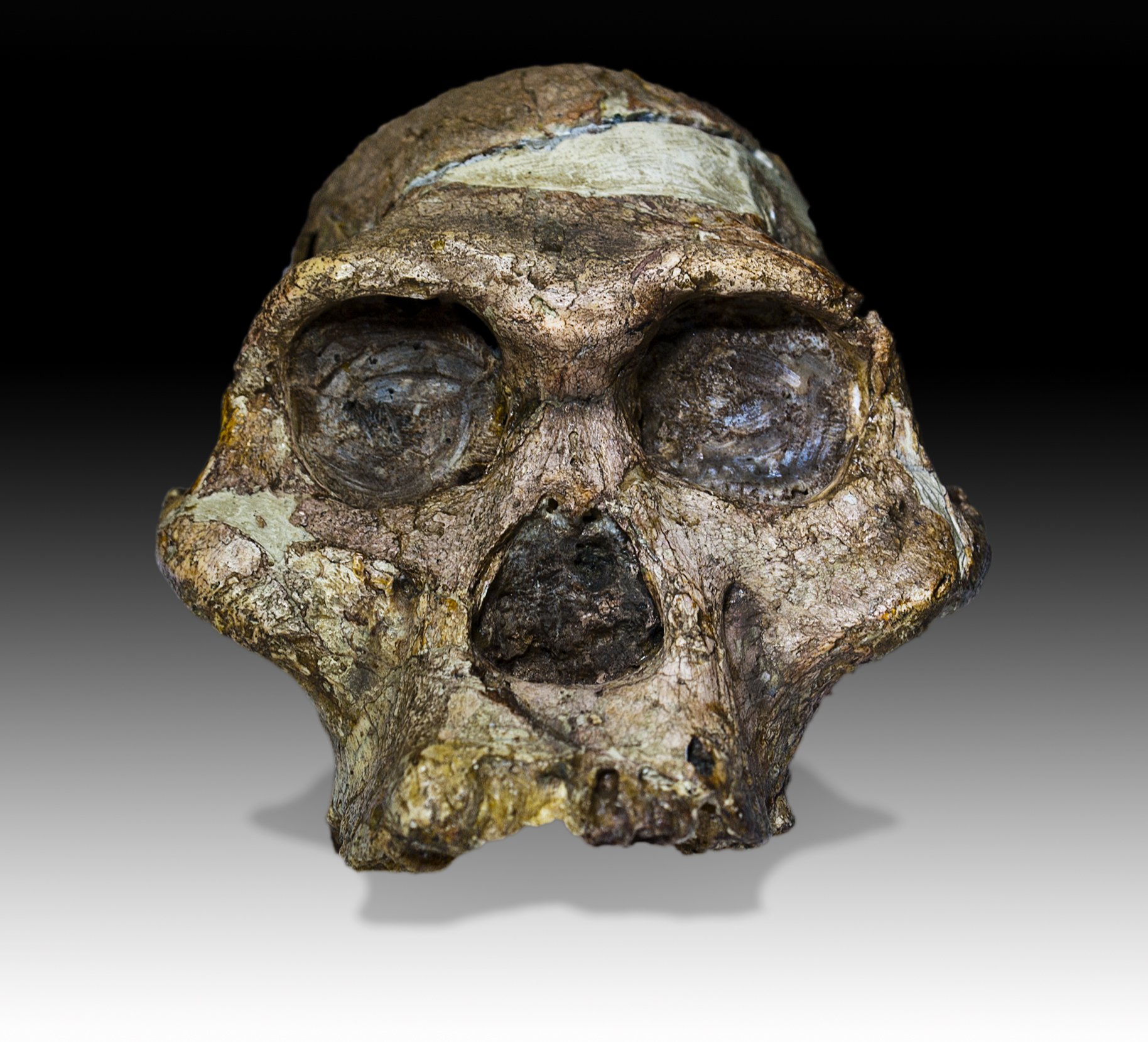
Face do crânio.

Mrs. Ples é o nome popular do mais completo e mais antigo esqueleto da espécie Australopithecus africanus encontrado na África do Sul. Muitos fósseis dessa espécie, que é considerada o parente mais distante do homo sapiens foram localizados no sítio arqueológico de Sterkfontein, por isso é considerado como berço da humanidade e patrimônio mundial. Ples foi descoberta pelo Dr. Robert Broom e John T. Robinson em 18 de Abril de 1947. O crânio tinha 485 centímetros cúbicos. O número catalogada para defnição é STS 5. Este esqueleto possuía uma idade estimada entre 2,6 e 2,8 milhões de anos, mas um novo estudo com um novo metodo de datação efetuado em 2022, dá uma estimativa de 3.4 à 3.7 milhões de anos, tornando-se assim mais antigo que lucy.
O apelido Mrs. Ples foi derivado da expressão científica Plesianthropus transvaalensis, inicialmente batizado pelo Dr. Broom.
O sexo do esqueleto, não esta 100% definido, então Mrs. Ples (Senhora Ples) pode de fato ser Mr. Ples (Senhor Ples). Após análises de raio-x das raízes dos dentes de Mrs. Ples sugeriu que trata-se de um adolescente, deixando portanto sombras para que seja denominada como Miss Ples ou Master Ples.